# Zvezde Granda
Zvezde Granda (in serbo Звезде Гранда?) è un talent show musicale serbo, prodotto da Grand Production e trasmesso sino al 2014 da RTV Pink e successivamente da Prva TV. Lo show ha diversi elementi in comune con i programmi American Idol, The X Factor e The Voice. Al 2022 sono state prodotte 14 stagioni.

## Formato
Il programma è formato da sei diversi round, in cui i cantanti si devono sfidare davanti alla giuria per conquistare il passaggio alla puntata successiva. Nel primo round i giudici non possono vedere i cantanti ma li giudicano solo in base alle loro capacità vocali. Nelle prove successive al voto dei giurati viene affiancato anche il televoto del pubblico. 
Il vincitore riceve un contratto discografico con la Grand Production.